# Uwe Rapolder
Uwe Rapolder (Hausen an der Zaber, 29 mei 1958) is een Duits voormalig voetballer en voetbalcoach die speelde als middenvelder.

## Carrière

### Club
Aan het begin van zijn carrière speelde hij onder meer voor VfR Heilbronn, KFC Winterslag en Lierse SK.
Uwe Rapolder kwam in 1981 naar Zwitserland om de Ierse middenvelder John Conway te vervangen bij FC Winterthur, met wie hij in 1982 promoveerde naar de hoogste Zwitserse liga (Nationalliga A) en een jaar later degradeerde. In 1984 speelde hij opnieuw een belangrijke rol bij de promotie van de club. Op de Schützenwiese was Rapolder een van de publieksfavorieten, samen met doelman Ota Danek en Sepp Roth.
Na zijn tijd in de Eulachstadt, verhuisde Uwe Rapolder terug naar Duitsland en speelde eerst voor Tennis Borussia Berlin in het seizoen 1985/86 en verhuisde daarna voor één seizoen naar SC Freiburg, waar toekomstig bondscoach Joachim Löw één van zijn teamgenoten was. Daarna was hij nog actief bij de Zwitserse clubs BSC Young Boys, FC Martigny-Sports en FC Monthey tot hij zijn trainerscarrière begon.

### Trainer
Eerst nam Uwe Rapolder van 1990 tot 1997 verschillende Zwitserse clubs over. Hij werkte voor FC Martigny-Sports (kampioen), FC Monthey (gepromoveerd naar de Nationale Liga B) en FC St. Gallen (gepromoveerd naar de NLA). Van 1997 tot 2001 coachte hij SV Waldhof Mannheim (gepromoveerd naar de 2e Bundesliga) voordat hij overstapte naar LR Ahlen.
In maart 2004 werd Rapolder coach van het toenmalige tweede-klasseteam Arminia Bielefeld. Rapolder leidde de Arminen terug naar de 1e divisie. Op 11 mei 2005 werd hij ontslagen bij Bielefeld, nadat hij een dag eerder zijn overstap naar 1. FC Köln voor het seizoen 2005/06 had aangekondigd. Daar werd Rapolder aan het einde van de eerste seizoenshelft ontslagen na een reeks van twaalf winstloze wedstrijden na een 3-2 nederlaag bij Arminia Bielefeld. Vanaf 25 april 2007 was Rapolder hoofdtrainer bij TuS Koblenz. Ondanks puntenverlies eindigde Rapolder driemaal op een niet-degradatieplaats en werd op 13 december 2009 door de raad van commissarissen geschorst na een reeks nederlagen; zijn contract bij Koblenz eindigde op 31 december 2009. In november 2010 werd Rapolder als coach aangetrokken door Karlsruher SC en kreeg een contract tot het einde van het seizoen. Op 1 maart 2011 werd Rapolder "in onderlinge overeenstemming" door KSC vrijgelaten.
In oktober 2014 nam Rapolder de derde-klasseclub SG Sonnenhof Großaspach over. De betrokkenheid van Rapolder werd noodzakelijk omdat de eigenlijke coach, Rüdiger Rehm, nog eerst zijn trainerscursus moest afronden. Na een teleurstellende start van de tweede seizoenshelft legde Rapolder op 25 februari 2015 zijn functie neer en nam Rehm voortijdig de trainerspost weer over.